# Heterogonium teysmannianum
Heterogonium teysmannianum är en ormbunkeart som först beskrevs av Bak., och fick sitt nu gällande namn av Posth. och Holtt. Heterogonium teysmannianum ingår i släktet Heterogonium och familjen Tectariaceae. Inga underarter finns listade.